# Bánh vàng

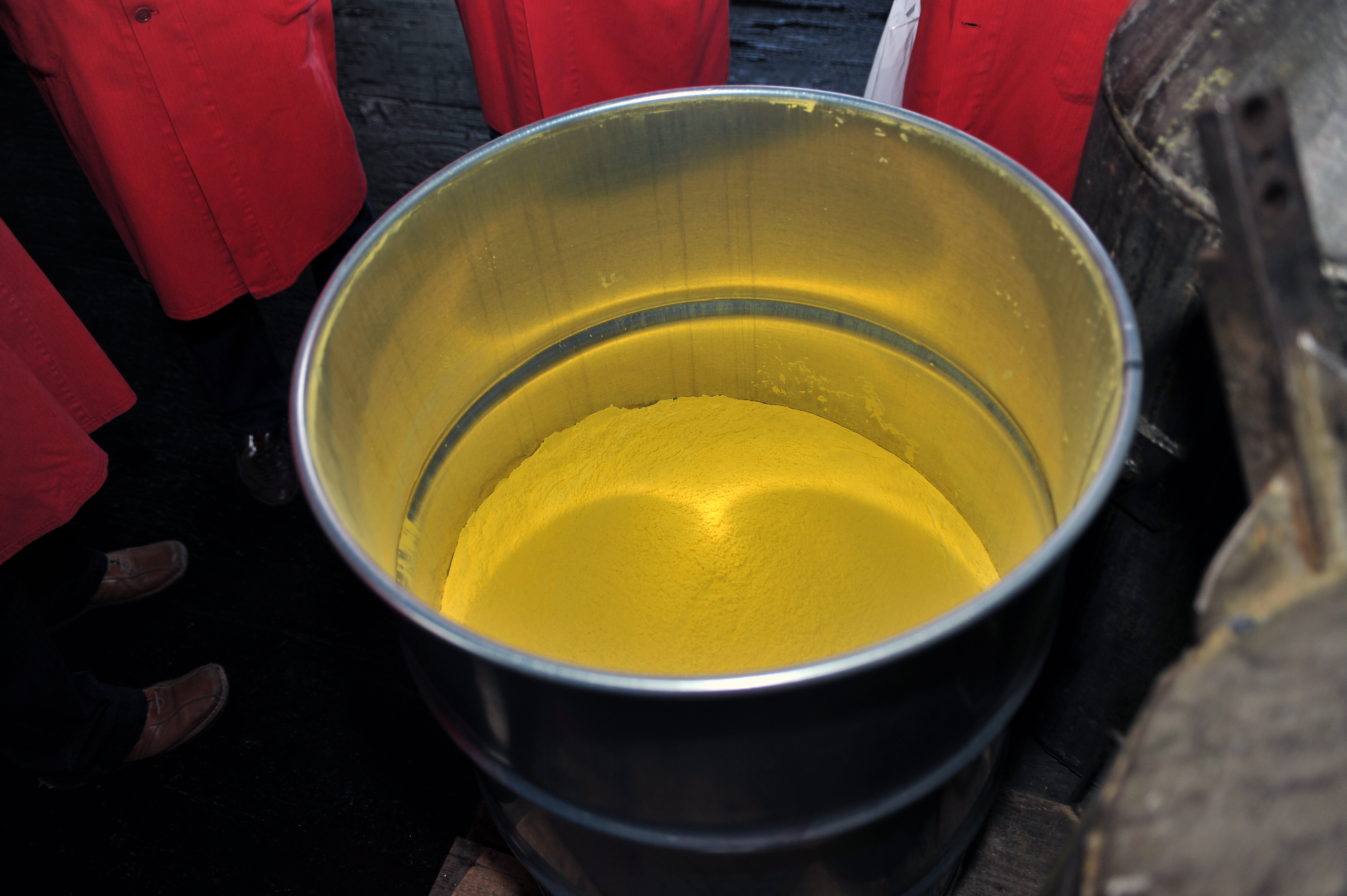
Yellowcake

Yellowcake (còn được gọi là urania) là một loại bột cô đặc uranium thu được từ các dung dịch lọc, trong một bước trung gian trong chế biến quặng urani. Đây là một bước trong quá trình chế biến uranium sau khi được khai thác nhưng trước khi chế tạo nhiên liệu hoặc làm giàu uranium. Chất cô đặc màu vàng được điều chế bằng nhiều phương pháp chiết và tinh chế khác nhau, tùy thuộc vào loại quặng. Thông thường, bánh vàng thu được thông qua quá trình xay xát và xử lý hóa học quặng urani tạo thành một loại bột thô có mùi hăng, không tan trong nước và chứa khoảng 80% urani Oxide, nóng chảy ở khoảng 2880 °C.

## Tổng quan
Quặng đầu tiên được nghiền thành bột mịn bằng cách cho quặng urani thô qua máy nghiền và máy nghiền để tạo ra quặng "nghiền". Điều này được tiếp tục xử lý bằng các dung dịch axit, kiềm hoặc peroxide đậm đặc để lọc uranium. Bánh vàng là những gì còn lại sau khi sấy khô và lọc. Chiếc bánh màu vàng được sản xuất bởi hầu hết các nhà máy hiện đại thực sự có màu nâu hoặc đen, không phải màu vàng; Tên đến từ màu sắc và kết cấu của các chất cô đặc được sản xuất bởi các hoạt động khai thác sớm.
Ban đầu, các hợp chất hình thành trong bánh vàng không được xác định; vào năm 1970, Cục Mỏ Hoa Kỳ vẫn gọi bánh vàng là chất kết tủa cuối cùng được hình thành trong quá trình xay xát và coi nó là ammonium diuranate hoặc natri diuranate. Các chế phẩm đã thay đổi và phụ thuộc vào nước rỉ và các điều kiện kết tủa tiếp theo. Các hợp chất được xác định trong bánh vàng bao gồm uranyl hydroxide, uranyl sulfate, natri para-uranate và uranyl peroxide, cùng với các Oxide uranium khác nhau. Bánh vàng hiện đại thường chứa 70% đến 90% triuranium octoxide (U 3 O8) theo trọng lượng. Các Oxide khác như uranium dioxide (UO 2) và uranium trioxide (UO 3) tồn tại.
Yellowdding được sản xuất bởi tất cả các quốc gia khai thác quặng uranium.

### Xử lý thêm
Yellowdding được sử dụng để điều chế nhiên liệu uranium cho các lò phản ứng hạt nhân, được nung chảy thành UO 2 tinh khiết để sử dụng trong các thanh nhiên liệucho các lò phản ứng nước nặng có áp suất và các hệ thống khác sử dụng uranium không được làm giàu tự nhiên.
Uranium tinh chế cũng có thể được làm giàu thành đồng vị U-235. Trong quá trình này, các Oxide urani được kết hợp với flo để tạo thành khí uranium hexafluoride (UF 6). Tiếp theo, khí trải qua quá trình tách đồng vị thông qua quá trình khuếch tán khí, hoặc trong máy ly tâm khí. Điều này có thể sản xuất uranium làm giàu thấp có chứa tới 20% U-235, phù hợp để sử dụng trong hầu hết các lò phản ứng điện dân dụng lớn. Với quá trình xử lý tiếp theo, người ta thu được uranium rất giàu, chứa 20% U-235 trở lên, phù hợp để sử dụng trong các lò phản ứng hạt nhân nhỏ gọn, thường được sử dụng để cung cấp năng lượng cho tàu chiến hải quân vàtàu ngầm. Việc xử lý thêm có thể mang lại uranium cấp vũ khí với mức U-235 thường trên 90%, phù hợp với vũ khí hạt nhân.

## Phóng xạ và an toàn
Uranium trong bánh vàng gần như độc quyền (> 99%) U-238, với độ phóng xạ rất thấp. U-238 có chu kỳ bán rã cực kỳ dài, hơn 4 tỷ năm, nghĩa là nó phát ra bức xạ với tốc độ chậm. Giai đoạn xử lý này là trước khi U-235 phóng xạ tập trung nhiều hơn, do đó, theo định nghĩa, giai đoạn này của urani có độ phóng xạ giống như trong tự nhiên khi nó ở dưới lòng đất, vì tỷ lệ các đồng vị ở nồng độ tương đối tự nhiên của chúng. Mặc dù có chu kỳ bán rã phóng xạ dài nhưng thời gian bán hủy sinh học ngắn hơn, 15 ngày.[4] Yellowdding cũng vô hại về mặt phóng xạ như các khoáng chất mang kali tự nhiên hoặc lớp phủ Oxide thori được sử dụng trong đèn lồng nhiên liệu parafin.[5]